# Convención Única sobre Estupefacientes
La Convención única sobre estupefacientes, firmada el 30 de marzo de 1961 en Nueva York, es el principal tratado internacional que conforma el marco legal internacional para el control de drogas. La Convención definió estupefaciente como «cualquiera de las sustancias de las Listas I y II, naturales o sintéticas» y reconoce en su preámbulo que el uso médico de los estupefacientes es indispensable para mitigar el dolor y que los Estados firmantes del Tratado deben adoptar «las medidas necesarias para garantizar la disponibilidad de estupefacientes con tal fin».
Entró en vigor el 13 de diciembre de 1964, 30 días después de la adhesión de Kenia, el 40vo estado en ratificar el tratado.
Junto con la Convención sobre sustancias psicotrópicas de 1971 y la Convención de las Naciones Unidas contra el Tráfico Ilícito de Estupefacientes y Sustancias Sicotrópicas de 1988, la Convención única de 1961 conforma el sistema internacional de fiscalización de drogas vigente.

## La Convención

### Clasificación de los estupefacientes
La convención clasificó las sustancias de uso médico y científico con riesgo potencial de abuso en cuatro listas:
- Lista I.- sujetas a todas las medidas de fiscalización aplicables a los estupefacientes de acuerdo a los artículos de la Convención;
- Lista II.- sujetas a las mismas medidas de fiscalización que los de la Lista I, salvo las medidas prescritas en el artículo 30, incisos 2 y 5, respecto del comercio al por menor;
- Lista III.- sujetas a las mismas medidas de fiscalización que los que contengan estupefacientes de la Lista II, exceptuando las disposiciones del artículo 31, párrafos 1 b y 3 a 15, ni, en lo que respecta a su adquisición y su distribución al por menor, las del artículo 34, apartado b;
- Lista IV.- incluidas en la Lista I y además sujetas a medidas especiales de fiscalización.

| Lista I | Lista II                                                                                       | Lista III | Lista IV |
| --- | ---------------------------------------------------------------------------------------------- | --- | --- |
| Sustancias que son muy adictivas o de probable uso indebido, y precursores que se pueden convertir en estupefacientes que son igualmente adictivos y también de probable uso indebido | Sustancias que son menos adictivas y cuyo uso indebido es menos probable que las de la Lista I | Preparados que contienen una cantidad baja de estupefacientes, son poco susceptibles de uso indebido y están exonerados de la mayoría de medidas de fiscalización impuestas sobre las sustancias que contienen | Determinados estupefacientes también enumerados en la Lista I considerados como «particularmente nocivos por sus propiedades adictivas» y con escaso o nulo valor terapéutico |
| Ejemplos: |                                                                                                | | |
| cannabis, opio, heroína, metadona, cocaína, hoja de coca, oxicodona | codeína, dextropropoxifeno                                                                     | <2,5 % codeína, <0,1 % cocaína | heroína |

Fue enmendada por el Protocolo de 1972 de Modificación de la Convención Única de 1961 sobre Estupefacientes.

### Disposiciones especiales
Se incluyeron disposiciones adicionales para tres especies botánicas y sus partes: la adormidera (Papaver somniferum), el arbusto de coca (Erythroxylum coca), la planta de cannabis (Cannabis sativa, Cannabis indica), la paja de la adormidera y las hojas de la cannabis.

#### Hoja de coca
El artículo 26 menciona que «en la medida de los posible, las Partes obligarán a arrancar de raíz todos los arbustos de coca que crezcan en estado silvestre y destruirán los que se cultiven ilícitamente». El artículo 27 de la Convención establece que:

Las Partes podrán autorizar el uso de hojas de coca para la preparación de un agente saporífero que no contenga ningún alcaloide y, en la medida necesaria para dicho uso, autorizar la producción, importación, exportación, el comercio y la posesión de dichas hojas.
Artículo 27, Convención Única sobre Estupefacientes (1961).

Esta disposición permite a la empresa multinacional estadounidense The Coca-Cola Company a importar, procesar y usar comercialmente hojas de coca desde Perú a través de la Empresa Nacional de la Coca para la elaboración de la bebida Coca-Cola.

### Países firmantes
Algunos de los países firmantes son:
- Argentina, ratificado el 10 de octubre de 1963;
- Colombia, ratificado el 3 de marzo de 1975;
- España, ratificado el 22 de abril de 1966;[8]
- México, ratificado el 17 de marzo de 1967 y entrada en vigor el 31 de mayo del mismo año;[9]
- Perú, ratificado el 22 de julio de 1964.[3]

En su informe de 2021, la Junta Internacional de Fiscalización de Estupefacientes informa que "Han ratificado la Convención de 1961 en su forma enmendada o se han adherido a ella 186 Estados; los siguientes todavía no son partes: Guinea Ecuatorial, Islas Cook, Kiribati, Nauru, Niue, Samoa, Sudán del Sur, Timor-Leste, Tuvalu y Vanuatu. El Chad la ratificó en su forma no enmendada."

### Actualización de las listas
La actualización de las listas se realiza con una votación de la Comisión de Estupefacientes de Naciones unidas a proposición del Comité de Expertos en Farmacodependencia de la Organización Mundial de la Salud. La Junta Internacional de Fiscalización de Estupefacientes (JIFE, en inglés International Narcotics Control Board - INCB) se encarga de publicar la Lista Amarilla, que contiene una versión actualizada de las drogas presentes en las listas de la Convención.
Al 2019, se listan 134 sustancias estupefacientes en la Lista Amarilla.
El 2 de diciembre de 2020 la Comisión de Estupefacientes (el órgano de decisión de la ONU en materia de políticas de drogas) decidió por mayoría simple (27 a favor, 25 en contra, 1 abstención) de los 53 Estados miembros, retirar el cannabis y su resina de la Lista IV de la Convención de 1961. Todos los Estados de la Unión Europea (UE), con excepción de Hungría, y numerosos de América sumaron una mayoría simple, con la abstención de Ucrania, mientras que gran parte de los países de Asia y África se opusieron, con notables excepciones como la India, Marruecos y Sudáfrica. Según el servicio de noticias de Naciones Unidas, la decisión "podría impulsar investigaciones científicas adicionales sobre las propiedades medicinales de la planta"

## Críticas
El tratado ha sido criticado por reconocer solo los beneficios en el tratamiento del dolor del opio, la cannabis y la coca sin tomar en cuenta el uso extendido con fines culturales, ceremoniales y en la medicina tradicional que tienen en pueblos de Asia, África, Oriente Medio y Sudamérica.